# Flik 55J
La Flik 55J (nome ufficiale Jagdfliegerkompanie 55) era una delle unità aeree dell'Impero austro-ungarico durante la prima guerra mondiale. Fu una formazione di piloti da caccia di grande successo dopo la specializzazione del 1917 della k.u.k. Luftfahrtruppen e fu schierata sul fronte italiano.

## Storia

### Prima guerra mondiale
La squadriglia fu creata a Strasshof an der Nordbahn in Austria. Dopo l'addestramento, fu inviata sul fronte italiano a Haidenschaft il 18 luglio 1917 al comando di Josef von Maier che rimane al comando dell'unità fino al settembre 1918. Pochi giorni dopo, il 25 luglio, fu effettuata la riforma dell'aviazione e l'unità fu classificata come squadriglia da caccia (Jagdflieger-Kompanie 55, Flik 55J).
Nell'agosto del 1917, Georg Kenzian è assegnato come vice comandante di squadriglia.
Durante la mattina del 15 settembre 1917, Julius Arigi (arrivato il 1º settembre) pilotando l'Albatros D.III (Oeffag) 153.15 ha uno scontro con uno SPAD S.VII italiano nei pressi di Gorizia. Lo SPAD sfugge all'attacco con una rapida picchiata verso Monte San Gabriele. Arigi viene accreditato della 13ª vittoria. In realtà lo SPAD della 91ª Squadriglia pilotato dall'asso italiano tenente Ferruccio Ranza, riesce a tornare alla base di Santa Caterina (UD).
Così descrive l'episodio Ranza nelle sue memorie: « [...] fui attaccato dal primo e da un altro sopraggiunto che mi sparava dall'alto. Riuscii ad allontanarmi picchiando verso il S. Gabriele a pieno motore (omissis). Gli apparecchi nemici erano a montanti a V di colore kaki scuro, con distintivi sulla fusoliera e salivano meglio dello SPAD.»
Il 28 settembre 1917, Kenzian ha la sua prima vittoria mente è in servizio con la FliK 55J (terza vittoria) abbattendo un Nieuport monoposto a sud di Plava, sul fronte dell'Isonzo.
Al 24 ottobre la Flik 55/J era sempre ad Ajdussina al comando del Oblt von Maier nell'Isonzo Armee quando partecipò alla Battaglia di Caporetto.
Nel novembre 1917, la Flik 55J si sposta sull'aeroporto di Cirè presso Pergine Valsugana sul fronte Trentino.
Nel mese di novembre arriva l'Asso dell'aviazione Josef Kiss.
Nella nuova compagnia aerea, comandata dall'Hauptmann von Maier, Kiss ebbe modo di conoscere due eccellenti piloti dell'aviazione austro-ungarica; gli assi Arigi e Kenzian. Per la presenza di così tanti assi la squadriglia divenne nota negli ambienti militari austro-ungarici come Kaiser Staffel (ovvero squadrone imperiale), ed era dotata di velivoli Albatros D.III. A causa di non aver terminato gli studi e per le sue umili origini familiari, gli venne preclusa la promozione ad ufficiale. Nella rigida gerarchia militare asburgica il fatto di non avere titoli accademici impediva di diventare ufficiale.
Kiss volava su un aereo da caccia Albatros D.III dipinto di nero con una grande 'K' raffigurata su entrambi i lati delle ali del velivolo. Kiss continuò i suoi successi in combattimento per i quali ricevette otto medaglie in riconoscimento dei suoi meriti e del suo (spericolato) coraggio. Kiss ottenne nei successivi due mesi e mezzo fino alla fine di gennaio 1918 ulteriori dodici vittorie aeree, di cui otto in missioni di guerra insieme ad Arigi o con von Maier.
Il 15 novembre 1917, Sándor Kasza, arrivato nel mese di agosto, ottenne la sua prima vittoria con la Flik 55J, pilotando l'Albatros D.III (Oef) 153.19, attaccò un Savoia–Pomilio in missione di ricognizione a nord di Bassano, abbattendolo in fiamme ed Arigi è in volo con Maier e Kiss per quella che è considerata la prima vittoria della Kaiserstaffel. Vicino Caldonazzo intercettano tre trimotori Caproni della 10ª Squadriglia da bombardamento "Caproni" che procedono in formazione a V per bombardare gli impianti ferroviari di Levico e i baraccamenti di Caldonazzo.
La formazione austro-ungarica attacca il Caproni di testa, matricola Ca. 4169 (equipaggio piloti tenente Luigi Garrone e sergente Rosario Zingales, mitraglieri soldati Bruno Manfredi e Natale Coccè).
Coccè, addetto alla mitragliatrice posteriore, è gravemente ferito alle prime raffiche dei caccia austriaci, che danneggiano gravemente anche il Caproni costringendo il bombardiere ad atterrare fuori campo, nei pressi di Montecchio Vicentino. Coccè prontamente ricoverato in ospedale da campo, morirà in sala operatoria poco dopo.
Nella stessa giornata la Kaiserstaffel attacca ed abbatte il Caproni Ca.4191 della 2ª Squadriglia (piloti tenente Gino Lisa e sergente maggiore Guido Colli, osservatore tenente Pietro Bassi e mitragliere soldato Carlo Tagliabue) causando la morte di tutto l'equipaggio.
il 17 novembre, Kasza volando sempre con lo stesso Albatros, ingaggiò combattimento con un Nieuport, che cadde a nord di Valstagna ed Arigi e Maier attaccano un Savoia-Pomilio SP.3 della 26ª Squadriglia che ha appena terminato la sua missione di ricognizione (equipaggio osservatore tenente Mario Marangoni, pilota sergente Aldo Alessandrini): il velivolo riporta danni così gravi da dover essere dichiarato fuori uso.
Dieci minuti dopo, i due assi austriaci abbattono in prossimità di Cima Ekar il SAML S.2 2935 della 115ª Squadriglia pilotato dal capitano Luigi Castiglioni e dall'osservatore tenente Umberto Benvegnù Pasini che perdono la vita nello scontro: si tratta della 19ª vittoria per Julius Arigi.
Il giorno dopo è il SAML S.2 2941 della 115ª squadriglia a cadere vittima della Kaiserstaffel (Arigi, Kiss, Maier), Franz Lahner, arrivato a fine luglio, raggiunse la sua prima vittoria aerea quando colpì un Nieuport italiano vicino ad Arsiero con l'Albatros D.III e Kenzian ottiene la sua quarta vittoria accreditata abbattendo un Nieuport sopra l'area di Arsiero-Villaverla.
Il 23 novembre, Kasza ebbe ancora modo di confermare le sue qualità di cacciatore: pilotando l'Albatros D.III (Oef) 153.40 dopo un acceso combattimento aereo, abbatté un Nieuport nei pressi di Bassano-Rubbio. Questa vittoria, la terza, fu confermata sia dalle truppe a terra che dalla testimonianza di Leutnant Egbert Lupfer (Leutnant in der Reserve), in volo con lui quel giorno.
Il 27 novembre 1917, Lahner ha abbattuto un SAML da ricognizione su Campolongo e Kenzian con la sua quinta vittoria diventa ufficialmente un asso: in coppia con Kiss, a bordo dell'Albatros D.III (Oeffag) 153.27, intercetta il SAML S.2 2952 della 115ª squadriglia (tenente Serafino Battaini and Sottotenente Stefano Achenza) in missione di ricognizione a nord di Asiago abbattendolo in fiamme.
Il 7 dicembre il Comando Aeronautica della 1ª Armata ordina una grande offensiva nell'area di Campomulo e Gallio. La massa di attacco comprende circa 130 aerei, compresi 30 aerei francesi e britannici presenti sul fronte italiano. Da parte italiana vi partecipano i SAML S.2 della 121ª Squadriglia e i Pomilio PE della 134ª Squadriglia. In prossimità di Gallio, il gruppo di attacco italiano è intercettato dagli Albatros di Arigi, Maier e Kiss. Nello scontro che segue, il SAML S2 3108 (equipaggio caporale Pasquale Ceccarelli e tenente Giuseppe Notarbartolo entrambi deceduti) precipita in fiamme, mentre il SAML S2 3030, con l'osservatore tenente Edoardo Velo mortalmente ferito, viene portato dal pilota tenente Giberti a compiere un atterraggio di fortuna.
Sempre lo stesso giorno, Kenzian pilotando un Albatros, abbatte un SAML, a sud di Asiago.
Il 16 dicembre Julius Arigi prosegue la sua scia vittoriosa con l'abbattimento del SAML S.2 di Matteo Fabbian e Orazio Giannini della 115ª squadriglia.
Il 12 gennaio 1918 Kenzian è in volo con Kiss e Kasza. Nei pressi di Casa Rigoni la kette (formazione di tre velivoli) attacca un Royal Aircraft Factory R.E.8 del No. 42 Squadron RAF (matricola A4445).
L'equipaggio del velivolo inglese, pilota tenente G.N. Goldie e osservatore tenente J.D. Barnes, furono costretti ad un atterraggio di fortuna oltre le linee austriache. Balzati fuori dall'abitacolo con l'intenzione di bruciare l'aereo, furono dissuasi dal farlo da Kiss che ripetutamente sorvolò a bassa quota l'aereo inglese e l'equipaggio simulando un'azione di mitragliamento. Goldie e Barnes furono poi catturati da una pattuglia austriaca e portati al campo di Pergine, dove posarono per una foto ricordo con i loro vincitori, prima di essere spediti al campo di prigionia.
Già il 25 gennaio 1918 Kiss venne ferito all'addome in un duello aereo contro l'asso italiano Silvio Scaroni, che ebbe inizio all'altezza di Asiago e terminó nella Val d'Assa rischiando seriamente la vita, a causa della ferita inflitta all'addome e successivo inceppamento della mitragliatrice di bordo. Riuscito a sganciarsi dal combattimento, effettua un atterraggio di emergenza a Ciré dove, svenuto e sanguinante, viene trasferito presso l'ospedale militare da campo nei pressi di Trento. Snobbato dall'ufficiale medico ungherese dell'ospedale, che stava tranquillamente pranzando, in quanto non era neppure un ufficiale viene salvato dall'intervento diretto del Feldwebel Julius Arigi che minacciando fisicamente il medico lo costrinse ad intervenire immediatamente, salvando la vita allo sfortunato collega.
L'ottava vittoria Kenzian la ottiene il 26 gennaio 1918, ai comandi dell'Albatros D.III (Oef) 153.107. Dopo un dog-fight con un Soptwith, quest'ultimo è costretto ad un atterraggio forzato nei pressi di Cia Pralunga.
Il 21 marzo Lahner abbatte un aereo italiano Savoia-Pomilio vicino ad Asiago ottenendo la quinta vittoria per la qualifica di Asso dell'aviazione.
Il 24 marzo, Kenzian abbatte un altro Sopwith che si schianta al suolo in località Val d'Assa.
Kasza divenne un asso il 22 maggio del 1918, quando fece precipitare il suo avversario, identificato come Sopwith monoposto, a sud della Cima Maora, venendogli accreditata la sua quinta vittoria.
Il 24 maggio 1918 dopo due mesi dall'intervento, non ancora del tutto guarito dalla ferita, Josef Kiss, con altri due commilitoni, partì a bordo del suo nuovo Phönix D.IIa (matricola 422-10) per una missione di combattimento contro aerei britannici. Decollati dal campo d'aviazione di Cirè, dopo alcune ore vennero intercettati da una grande formazione di velivoli avversari appartenenti al No. 66 Squadron RAF. Durante il combattimento tra i tre aerei austro-ungarici e i 9 aerei britannici, Kiss sì trovò alla fine da solo contro sei velivoli avversari.
Colpito al petto nei cieli di Lamon dal pilota canadese Gerald Birks, il suo velivolo precipitò in fiamme oltre le linee italiane.
Nell'estate del 1918 combatté come parte dell'11ª Armata nell'offensiva della Battaglia del solstizio. 
Il 9 giugno fu il giorno dell'ultima vittoria di Kasza prima del suo trasferimento nel mese di luglio.
A bordo di un Phonix D.IIa (422.14) si scontrò con un Bristol F.2 Fighter (serie C4700). Dopo aver ricevuto parecchi colpi al motore, il pilota del Bristol fu costretto ad un atterraggio di fortuna, a est di Aqua Viva.
Al 15 ottobre 1918 era sempre all'Aeroporto di Cirè di Pergine Valsugana al comando dell'Oblt Eduard Ritter vob Hebra nell'11. Armee.
Dopo la guerra, fu sciolta insieme all'intera aeronautica austriaca.